# Giuseppe Vari
Giuseppe Vari, né le 9 mars 1924 à Segni et mort le 1er octobre 1993 à Rome, est un réalisateur, monteur, et scénariste italien. Il est crédité sous les noms Joseph Green, Al Pisani, Walter Pisani et Joseph Warren.

## Biographie
Giuseppe Vari est né à Segni dans la province de  Rome le 9 mars 1924. Il commence sa carrière comme producteur de films et de documentaires, collaborant entre autres avec Federico Fellini, Damiano Damiani et Giorgio Simonelli,.  En 1953, il fait ses débuts de réalisateur avec Infame accusa, puis se spécialise dans les films mélodramatiques. Dès le début des années 1960, il se concentre sur les films de genre, historiques et westerns spaghetti, parfois crédité sous le nom de Joseph Warren. Giuseppe Vari est mort à Rome le 1er octobre 1993 à l'âge de 69 ans.

## Filmographie

### Comme réalisateur
- 1953 : Infame accusa (it)
- 1953 : Mamma, perdonami! (it)
- 1954 : Due lacrime (it)
- 1955 : La Vengeance du destin (Vendicata!)
- 1957 : L'Affaire Mirella (it) (Addio sogni di gloria)
- 1957 : Il ricatto di un padre (it)
- 1958 : Jeune Canaille (Giovane canaglia)
- 1959 : Spavaldi e innamorati (it)
- 1960 : La Vengeance des Barbares (La vendetta dei barbari)
- 1962 : Les Vikings attaquent  (I normanni)
- 1963 : Canzoni in bikini
- 1964 : Due mattacchioni al Moulin Rouge
- 1964 : Rome contre Rome (Roma contro Roma)
- 1966 : Deguejo
- 1967 : Poker au colt (Un poker di pistole)
- 1967 : Con lui cavalca la morte
- 1967 : Le Dernier Tueur (L'ultimo killer)
- 1968 : Quand je tire, c'est pour tuer (Un buco in fronte)
- 1969 : L'Enfer des Philippines (Un posto all'inferno)
- 1971 : Priez les morts, tuez les vivants (Prega il morto e ammazza il vivo)
- 1971 : Le treizième est toujours Judas (Il tredicesimo è sempre Giuda)
- 1972 : Un cas parfait de stratégie criminelle (Terza ipotesi su un caso di perfetta strategia criminale)
- 1972 : Le Couvent en chaleur (it) (Beffe, licenzie et amori del Decamerone segreto)
- 1973 : La padrina
- 1973 : Metti... che ti rompo il muso (it)
- 1975 : Le Loup des mers (Il lupo dei mari)
- 1977 : Emmanuelle et les collégiennes (it) (Suor Emanuelle)
- 1977 : Brigade antiracket (Ritornano quelli della calibro 38)
- 1987 : Urban Warriors

### Comme scénariste
- 1962 : L'Appartement du dernier étage (L'attico) de Gianni Puccini

### Comme monteur
- 1947 : Il vento m'ha cantato una canzone de Camillo Mastrocinque
- 1948 : Harem nazi (Accidenti alla guerra!...) de Giorgio Simonelli
- 1950 : Les Mousquetaires de la reine (film, 1950) (Amori e veleni) de Giorgio Simonelli
- 1950 : La bisarca (it) de Giorgio Simonelli
- 1951 : Blanche-Neige, le Prince noir et les 7 Nains (I sette nani alla riscossa) de Paolo William Tamburella (it)
- 1951 : Piume al vento (it) d'Ugo Amadoro
- 1954 : La Fille de Palerme (La peccatrice dell'isola) de Sergio Corbucci
- 1955 : Il bidone de Federico Fellini
- 1963 : Les Femmes des autres (La rimpatriata) de Damiano Damiani
- 1969 : Les Sept Bâtards (Quella dannata pattuglia) de Roberto Bianchi Montero